# Archidiecezja Taiyuan
Archidiecezja Taiyuan (łac. Archidioecesis Taeiuenensis, chiń. 天主教太原总教区) – rzymskokatolicka archidiecezja ze stolicą w Taiyuanie w Chińskiej Republice Ludowej. Arcybiskupi Taiyuanu są również metropolitami metropolii o tej samej nazwie.

## Sufraganie
Sufraganiami archidiecezji Taiyuan są diecezje:
- Datong
- Fenyang
- Hongdong
- Lu’an
- Shuozhou
- Yuci

## Historia
Katolicyzm pierwszy raz zawitał do Taiyuanu w 1633, a w 1635 powstał pierwszy kościół. Jednak po upadku dynastii Ming i dojściu do władzy dynastii Qing kościół został skonfiskowany a misja zamknięta.
17 czerwca 1890 z mocy decyzji Leona XIII erygowano wikariat apostolski Północnego Shanxi. Dotychczas wierni z tych terenów należeli do wikariatu apostolskiego Shanxi (obecnie diecezja Lu’an). Od początku istnienia wikariatu prym wśród misjonarzy tego regionu wiedli ojcowie franciszkanie.
W czasie powstania bokserów w Taiyuanie zostało zabitych ok. 3000 katolików oraz zburzono kościół. Zarządcą prowincji Shanxi był wtedy nienawidzący chrześcijan Yuxian. 9 lipca 1900 wraz z 25 katolikami duchownymi i świeckimi zabito wikariusza apostolskiego Północnego Shanxi św. Grzegorza Grassiego. W styczniu 1901 nowy zarządca prowincji urządził ich uroczysty pogrzeb.
14 marca 1922 z terenów wikariatu wyłączono prefekturę apostolską Datongfu (obecnie diecezja Datong).
3 grudnia 1924 zmieniono nazwę na wikariat apostolski Taiyuanfu.
W miarę rozwoju wiary katolickiej na terenach wikariatu wydzielono z niego:
- 12 maja 1926 wikariat apostolski Fenyang (obecnie diecezja Fenyang)
- 12 lipca 1926 prefekturę apostolską Shohchow (obecnie diecezja Shuozhou)
- 17 czerwca 1931 prefekturę apostolską Yuci (obecnie diecezja Yuci).

W wyniku reorganizacji chińskich struktur kościelnych, dokonanych przez Piusa XII bullą Quotidie Nos, 11 kwietnia 1946 wikariat apostolski Taiyuanfu został podniesiony do godności archidiecezji i przyjął obecną nazwę.
Z 1950 pochodzą ostatnie pełne, oficjalne kościelne statystyki. Archidiecezja Taiyuanu liczyła wtedy:
- 40 749 wiernych (2,7% społeczeństwa)
- 41 kapłanów (15 diecezjalnych i 26 zakonnych)
- 2 braci i 31 sióstr zakonnych
- 24 parafie.

Od zwycięstwa komunistów w chińskiej wojnie domowej w 1949 archidiecezja, podobnie jak cały prześladowany Kościół katolicki w Chinach, nie może normalnie działać. Nowe władze wygnały z kraju misjonarzy. Wśród nich był arcybiskup Taiyuanu Włoch Domenico Luca Capozi OFM, który w 1983 zrezygnował z arcybiskupstwa. Mimo że legalny biskup nadal żył zależne od komunistów Patriotyczne Stowarzyszenie Katolików Chińskich mianowało w 1962 antybiskupa.
W strukturze Patriotycznego Stowarzyszenia Katolików Chińskich arcybiskupstwo Taiyuanu ma rangę diecezji.

## Archidiecezja obecnie
Obecnym arcybiskupem Taiyuanu jest Paul Meng Zhuyou (od 2013, od 2010 był koadiutorem). Uważany jest za legalnego biskupa zarówno przez Stolicę Świętą jak i komunistyczny rząd chiński.
Według danych z 2009 archidiecezja liczy 80 000 wiernych w 25 parafiach, którym przewodzi 57 kapłanów i 27 sióstr zakonnych. Należy do niej 110 kościołów i kaplic. W archidiecezji działało wyższe seminarium duchowne, zamknięte w 2012.
Poza działalnością duchową archidiecezja prowadzi m.in.:
- 1 klinikę
- 1 dom dla dzieci niepełnosprawnych
- 1 przedszkole
- 2 domy dziecka[1]

## Biskupi

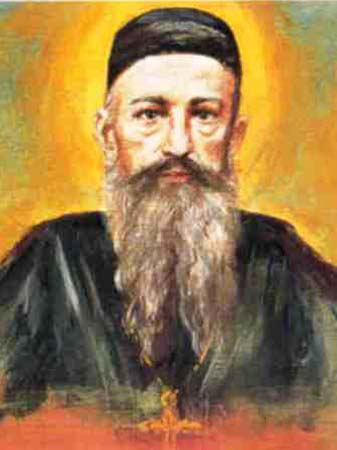
św. Grzegorz Grassi OFM

### Wikariusze apostolscy Północnego Shanxi
- św. Grzegorz Grassi OFMObs (17 czerwca 1890 - 9 lipca 1900)
- Agapito Augusto Fiorentini OFM (16 marca 1902 - 18 listopada 1909)
- Eugenio Massi OFM (15 lutego 1910 - 7 lipca 1916) następnie mianowany wikariuszem apostolskim Centralnego Shaanxi
- Agapito Augusto Fiorentini OFM (7 lipca 1916 - 3 grudnia 1924) ponownie

### Wikariusze apostolscy Taiyuanfu
- Agapito Augusto Fiorentini OFM (3 grudnia 1924 - 21 września 1938)
- Domenico Luca Capozi OFM (12 stycznia 1940 - 11 kwietnia 1946)

### Arcybiskupi Taiyuanu
- Domenico Luca Capozi OFM (11 kwietnia 1946 - 1983)
  - ks. Hao Nai (1951 - 1955) administrator
- sede vacante (być może urząd arcybiskupi sprawowali duchowni (duchowny) Kościoła podziemnego)
- Sylvester Li Jiantang (1994 - 2013)
- Paul Meng Zhuyou (od 2013)

### Antybiskupi
Archidiecezją Taiyuan rządziło dwóch, uznawanych przez Stolicę Apostolską za nieprawowitych, antybiskupów. Obaj oni należeli do Patriotycznego Stowarzyszenia Katolików Chińskich i zostali mianowani z polecenia komunistycznych władz chińskich bez zgody papieża. Byli to:
- Li Dehua (1962 - 1970)
- Bonaventure Benedict Zhang Xin OFM (1981 - 1994)